# Cesana Torinese
Cesana Torinese (ter plaatse kortweg Cesana genoemd) is een Italiaanse gemeente nabij de Franse grens. De gemeente behoort tot de in de metropolitaanse stad Turijn in de regio  Piëmont. Het dorp ligt in de Alpen, op 1354 meter hoogte.
Cesana Torinese ligt ongeveer 90 km van Turijn aan de voet van de Montgenèvrepas, eertijds een belangrijke toegangsweg naar Frankrijk. Vlakbij ligt het bekende skioord Sestriere.  
Cesana Torinese is een van de locaties buiten Turijn waar de Olympische Winterspelen 2006 plaatsvonden. In het Cesana San Sicario waren dat de wedstrijden voor het biatlon. Een deel van de alpineskiërs ging in San Sicario Fraiteve naar beneden, terwijl de bobsleeërs, rodelaars en skeletonracers hun runs vanaf de Cesana Pariol maakten.